# USS Bataan (CVL-29)
USS Bataan (CVL-29) byla lehká letadlová loď Námořnictva Spojených států, která působila ve službě v letech 1943–1954. Jednalo se o osmou jednotku třídy Independence.
Loď byla objednána jako lehký křižník třídy Cleveland USS Buffalo (CL-99), v červnu 1942 však došlo ke změně v objednávce a z budoucího Buffala se stala letadlová loď Bataan. Její stavba byla zahájena 31. srpna 1942 v loděnici New York Naval Shipyard v New Yorku. V červenci 1943 byla překlasifikována na lehkou letadlovou loď. K jejímu spuštění na vodu došlo 1. srpna 1943, do služby byla zařazena 17. listopadu 1943. V letech 1944 a 1945 se zúčastnila bojů v Tichém oceánu. Krátce po skončení druhé světové války byla 11. února 1947 vyřazena a odstavena do rezerv. Do aktivní služby se vrátila 13. května 1950 a následně se zapojila do korejské války. Ze služby byla definitivně vyřazena 9. dubna 1954, zůstala odstavena v rezervách, kde byla v roce 1959 překlasifikována na pomocný letadlový transport AVT-4. Několik měsíců poté byla však vyškrtnuta z rejstříku námořních plavidel a v roce 1961 byla odprodána do šrotu.